# Elandon Roberts
Elandon Roberts (Port Arthur, Texas, 22 de abril de 1994) es un jugador profesional estadounidense de fútbol americano que se desempeña en la posición de linebacker en Pittsburgh Steelers, equipo de la National Football League (NFL).

## Carrera
Fue seleccionado en la quinta ronda en la Reunión Anual de Selección de Jugadores de la NFL de 2016. Hizo su debut profesional con el equipo New England Patriots, en el cual jugó cuatro temporadas (2016-2020), después pasó a Miami Dolphins (2020-2023), luego a Pittsburgh Steelers, donde lleva jugando una temporada.